# Zdzisław Góralczyk
Zdzisław Franciszek Góralczyk (ur. 1 stycznia 1936 w Koszewnicy, zm. 14 lipca 2024) – polski dyplomata, nauczyciel akademicki, działacz społeczny, publicysta, doktor nauk humanistycznych, w latach 1994–1999  ambasador RP w Chinach, w latach 2000–2015 prezes Towarzystwa Przyjaźni Polsko-Chińskiej, a następnie jego prezes honorowy. Pierwszy Polak, który został Honorowym Obywatelem Pekinu (2001).

## Życiorys

### Młodość i studia (1936–1968)
Urodził się 1 stycznia 1936 w Koszewnicy (powiat siedlecki). W młodości był sportowcem i działaczem Ludowych Zespołów Sportowych w powiecie siedleckim. Absolwent Liceum Pedagogicznego w Siedlcach (1950–1953). Studiował język chiński na Uniwersytecie Pekińskim (1953–1954). Następnie odbył studia w Pekińskim Instytucie Handlu Zagranicznego (1954–1959). W czasie studiów był przewodniczącym Koła Zrzeszenia Studentów Polskich w Pekinie (1957–1959). W 1959 wstąpił do Polskiej Zjednoczonej Partii Robotniczej (której członkiem pozostał do 1990). Od lat 60. działał w Towarzystwie Przyjaźni Polsko-Chińskiej. Lata 1964–1965 spędził w Brazylii na rocznym studium klasyfikatora kawy w Brazylijskim Instytucie Kawowym w Rio de Janeiro. W 1968 uzyskał nostryfikację stopnia magistra ekonomii w Szkole Głównej Planowania i Statystyki w Warszawie.

### Kariera dyplomatyczna w PRL (1968–1991)
Pracował w Ministerstwie Spraw Zagranicznych oraz na stanowisku II i I sekretarza Ambasady PRL w Pekinie (1972–1977). W latach 1976–1979 odbył zaoczne studia doktoranckie w Wyższej Szkole Nauk Społecznych w Warszawie przy KC PZPR. Równocześnie był kolejno starszym ekspertem, radcą ministra i kierownikiem Zespołu do spraw Chin w Departamencie II (Azji) MSZ (1978–1980). Na podstawie pracy doktorskiej pt. Komunistyczna Partia Chin a Stany Zjednoczone (lipiec 1921–czerwiec 1950) otrzymał stopień naukowy doktora nauk humanistycznych (1981). Za tę monografię otrzymał III nagrodę Polskiego Instytutu Spraw Międzynarodowych w dziedzinie współczesnych stosunków międzynarodowych. W latach 1980–1984 pełnił funkcję pierwszego radcy Ambasady PRL w Pekinie oraz zastępcy ambasadora. Wrócił do Polski i doradzał ministrowi spraw zagranicznych oraz pełnił obowiązki kierownika Wydziału Dalekiego Wschodu w Departamencie II MSZ (1984–1988). W 1985 został członkiem Zarządu Głównego TPPCh. Ponownie wyjechał do Chin (1988–1991), gdzie objął stanowisko radcy-ministra pełnomocnego Ambasady PRL (a następnie RP) w Pekinie (w 1990 przez ponad pół roku chargé d’affaires).

### Działalność po 1991
W latach 1991–1994 był doradcą ministrów spraw zagranicznych (Krzysztofa Skubiszewskiego i Andrzeja Olechowskiego) i koordynatorem stosunków polsko-chińskich. Wziął udział w misjach pokojowych ONZ w Angoli w 1992 (jako obserwator pierwszych wolnych wyborów) oraz w Kambodży w 1993 (jako kontroler pierwszych wolnych wyborów). W 1994 ponownie został wysłany do Chin, tym razem na stanowisko ambasadora nadzwyczajnego i pełnomocnego Rzeczypospolitej Polskiej w Chińskiej Republice Ludowej (do 1999). Po powrocie do kraju został wybrany prezesem Towarzystwa Przyjaźni Polsko-Chińskiej (2000) i pracował jako doradca polityczny polskich polityków: prezydenta Aleksandra Kwaśniewskiego (2000–2001), premiera Leszka Millera (2002–2004), premiera Marka Belki (2004–2005) i wicepremiera i ministra gospodarki Waldemara Pawlaka (2008–2012).
Od 2000 członek Towarzystwa Przyjaciół Czterech Kontynentów oraz członek Rady Stowarzyszenia Współpracy Polska-Wschód. Od 2002 członek Stowarzyszenia „Ordynacka” oraz członek Korporacji Handlu Zagranicznego Absolwentów SGPiS i SGH. W latach 2002–2012 wykładał w Szkole Głównej Handlowej i w Prywatnej Wyższej Szkole Businessu i Administracji w Warszawie. Od 2006 do 2008 przewodniczył Polskiemu Społecznemu Komitetowi Budowy Pomnika Fryderyka Chopina, odsłoniętego w Parku Sun Jat-sena w Szanghaju w marcu 2007 roku i mniejszego modelu w Pałacu Kultury Dzielnicy Chaoyang w Pekinie w marcu 2008 (w ramach obchodów rocznicy urodzin Fryderyka Chopina). W 2008 jako jedyny w Polsce Honorowy Obywatel Pekinu, na zaproszenie burmistrza Pekinu Guo Jinlonga uczestniczył w ceremonii otwarcia Letnich Igrzysk Olimpijskich w Pekinie. 1 października 2009 jako jedyny VIP z Polski wziął udział w obchodach państwowych 60-lecia proklamowania Chińskiej Republiki Ludowej na Placu Tian’anmen w Pekinie. W 2010 został członkiem Grupy Refleksyjnej przy Ministrze Spraw Zagranicznych Radosławie Sikorskim.
Znał cztery języki obce: chiński (dyplom chińskiej uczelni), angielski, rosyjski (Studium Stosunków Międzynarodowych w Akademii Dyplomatycznej w Moskwie w 1986) i portugalski (potwierdzony egzaminami MSZ kurs języka portugalskiego i kultury portugalskiej w Universidade de Lisboa (1982)).
Publikował artykuły i udzielał wywiadów z zakresu problematyki wewnętrznej i zagranicznej Chin oraz stosunków chińsko-amerykańskich i polsko-chińskich.
Został pochowany na cmentarzu komunalnym Północnym w Warszawie.

## Odznaczenia

### polskie
- 1964 – Srebrny Krzyż Zasługi[5] (nadany dwukrotnie)
- 1980 – Złoty Krzyż Zasługi[5] (nadany dwukrotnie)
- 1984 – Medal 40-lecia Polski Ludowej[5]
- 1987 – Krzyż Kawalerski Orderu Odrodzenia Polski[5]
- Brązowy Krzyż Zasługi[2]

### chińskie
- 1959 – medal studenta prymusa Pekińskiego Instytutu Handlu Zagranicznego (obecnie Uniwersytet Międzynarodowego Biznesu i Gospodarki – UIBE)[5]
- 2001 – medal i dyplom Honorowego Obywatela Pekinu (najwyższe chińskie odznaczenie państwowe dla cudzoziemców – pierwszy Polak, drugi zagraniczny ambasador w ChRL i siedemnasty cudzoziemiec)[5]
- 2009 – medal zasłużonego zagranicznego absolwenta Alma Mater z okazji 50-lecia jej istnienia[5]
- 2010 – medal Srebrnej Magnolii zasłużonego dla miasta Szanghaju[5]

## Życie prywatne
Brat profesora Bogdana Góralczyka. Był żonaty z Chinką, filolog Juan-juan Go-Góralczyk (1934–2016). Miał dwoje dzieci: córkę Lili (sinolog) i Roberta (dziennikarz TVP, od grudnia 2012 radca handlowy Ambasady RP w Pekinie).